# タルラック駅
タルラック駅(フィリピン語: Estasyon Tarlac)はフィリピンタルラック州タルラックにあったフィリピン国鉄北方本線の鉄道駅。現在は廃駅になっている。

## 歴史
タルラック駅は1892年6月1日に北方本線のマバラカット-タルラック間の路線として開業した。1931年にはヌエヴァ・エシハ州サン・ホセへ向かう支線がギンバまでの路線として開業し、その後サン・ホセ駅まで延長された。利用当時はアミアナ急行やイロコス急行などの急行列車も停車する駅であった。
レンガ造りでかつては木造の2階部分が存在したが、中央部に通路を作る際に取り除かれて現存しない。
マロロス-タルラック間の北方本線は1989年に運用を停止している